# Rebel Against Yourself
Rebel Against Yourself er det tredje studiealbum af den danske rockgruppe The Storm, der udkom den 29. august 2011 på gruppens eget selskab  WR Production i samarbejde med Universal Music. Albummet er inspireret af navne som Abba, Dire Straits og Pet Shop Boys, og modsat gruppens tidligere album, har de bevæget sig væk fra den tunge rocklyd til en mere nordisk poplyd. The Storm har bl.a. samarbejdet med Electric Lady Lab, Engelina, og med den svenske rockgruppe Kent på to af albummets numre, heriblandt andensinglen "My Crown". Førstesinglen, "Lost in the Fire" blev The Storm største hit til dato, med en platin-certificering for over 30.000 solgte downloads.
Rebel Against Yourself debuterede som nummer fem på album-listen med et salg på 955 eksemplarer i den første uge. Albummet tilbragte blot fire uger på hitlisten.

## Spor
| #   | Titel                                           | Sangskriver(e)                       | Længde |
| --- | ----------------------------------------------- | ------------------------------------ | ------ |
| 1.  | "Save the World (You Couldn't)"                 | The Storm                            | 5:40   |
| 2.  | "My Crown"                                      | The Storm, Martin Sköld, Joakim Berg | 4:00   |
| 3.  | "Lost in the Fire"                              | The Storm, Engelina Andrina          | 4:21   |
| 4.  | "Everything Hurts"                              | The Storm, Michel Svane, Andrina     | 4:12   |
| 5.  | "A Change Is Gonna Come"                        | The Storm, Sköld, Andrina            | 4:32   |
| 6.  | "Before Dawn"                                   | The Storm, Andrina                   | 3:36   |
| 7.  | "Ghost River"                                   | The Storm, Sköld, Berg               | 4:58   |
| 8.  | "The Chosen Ones" (featuring Electric Lady Lab) | The Storm, Electric Lady Lab         | 4:14   |
| 9.  | "Dancing"                                       | The Storm, Andrina                   | 3:32   |
| 10. | "The Promise"                                   | The Storm, Andrina, Tore Nissen      | 6:13   |

| 11. | "Lost in the Fire" (featuring Maskinen Remix) | The Storm, Andrina | 3:39 |